# ایران در جنگ سرد

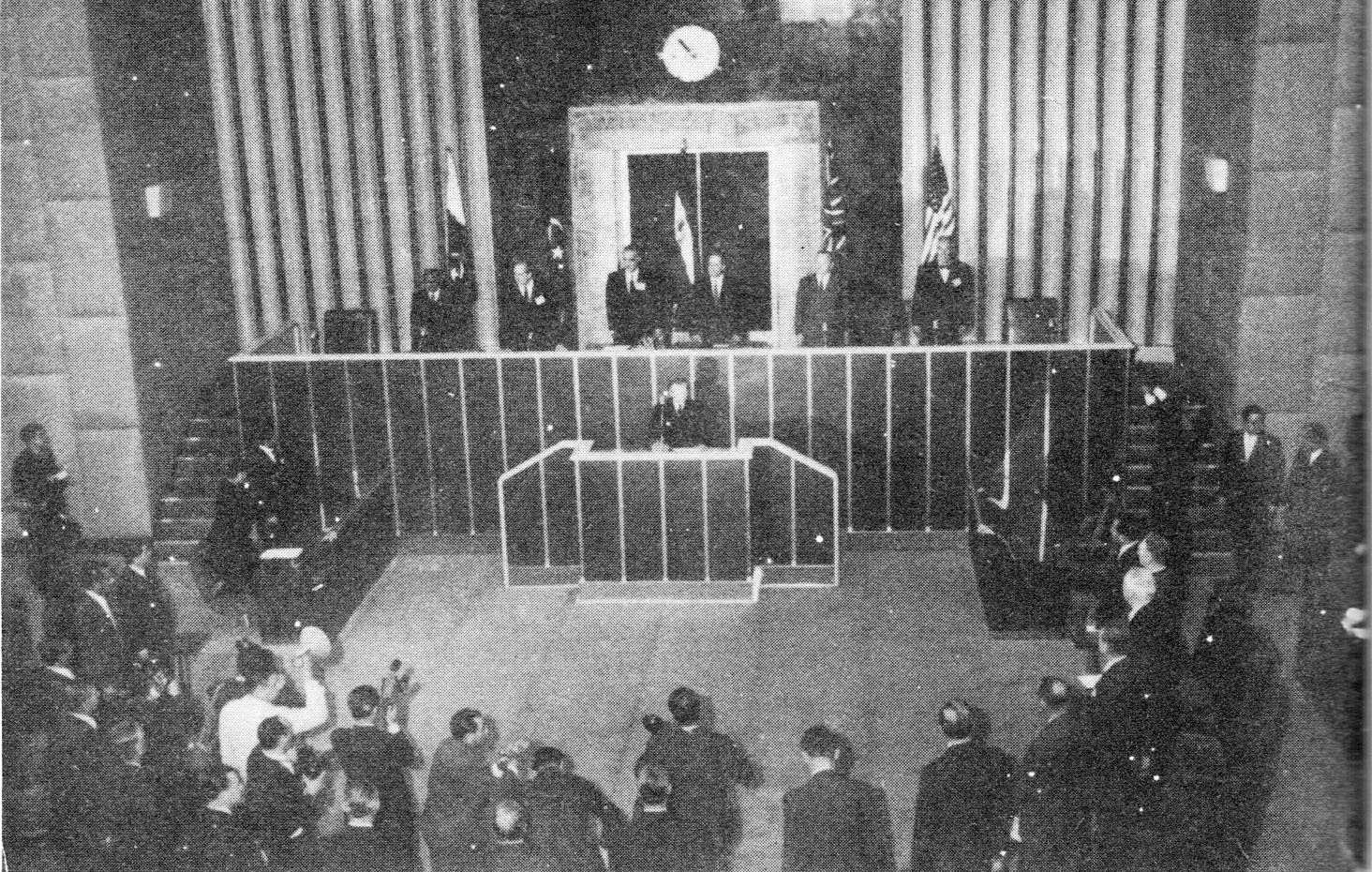
یکی از نشست‌های سران پیمان سنتو در مجلس سنای ایران

نقش ایران در جنگ سرد و تأثیرات جنگ سرد در ایران به دلیل همسایگی با یکی از دو ابرقدرت حاضر در این جنگ یعنی شوروی باعث شکل گیری و جهت‌دهی به بسیاری از سیاست‌های خارجی و حتی داخلی ایران شد.
جنگ سرد به دوره‌ای از رقابت، تنش و کشمکش ژئوپلیتیک بین اتحاد جماهیر شوروی سوسیالیستی و متحدانش (بلوک شرق) و ایالات متحده آمریکا و متحدانش (بلوک غرب) بعد از جنگ جهانی دوم گفته می‌شود. به طور کلی دوره زمانی جنگ سرد از ۱۹۴۷ و آغاز دکترین ترومن تا فروپاشی اتحاد جماهیر شوروی در ۱۹۹۱ در نظر گرفته می‌شود. به دلیل آن که در این دوران هرگز درگیری نظامی مستقیم میان نیروهای ایالات متحده و شوروی به وجود نیامد اما گسترش قدرت نظامی و کشمکش‌های سیاسی منجر به جنگ نیابتی و درگیری‌های مهم بین کشورهای پیرو و هم‌پیمانان این دو ابرقدرت شد، از اصطلاح جنگ سرد برای توصیف این وضعیت استفاده می‌شود. ریشه‌های جنگ سرد به پیروزی نیروهای متفقین در جنگ جهانی دوم و پایان اتحاد موقت آمریکا و شوروی علیه آلمان نازی و در ادامه درگیری ایدئولوژیک و ژئوپلتیک دو کشور برای گسترش منطقه نفوذ خود باز می‌گردد. ترس از دکترین نابودی حتمی طرفین باعث شد تا هیچ یک از دو طرف حمله پیشگیرانه اتمی را آغاز نکنند. به غیر از مسابقه تسلیحات هسته‌ای و استقرارهای مرسوم نیروهای نظامی دو طرف از راه‌های دیگر همچون جنگ روانی، پروپاگاندا، جاسوسی، تحریم اقتصادی گسترده، رقابت در مسابقات ورزشی و فناوری مثل رقابت فضایی برای اثبات برتری خود استفاده کردند.
ایران پیش از آغاز جنگ سرد در ۱۹۴۶ و حتی پیش از آن در ۱۹۴۱ و میانه جنگ جهانی دوم تبدیل به یکی از صحنه‌های حضور ایالات متحده آمریکا و شوروی شده بود و پس از آن و با وجود اینکه هیچ‌گاه به یکی از بازیگران اصلی این جنگ مبدل نشد اما همواره در صحنه رقابت‌های منطقه‌ای جنگ سرد حضور داشت. ایران با پایان جنگ جهانی دوم و باقی ماندن ارتش شوروی در ایران که به غائله آذربایجان ختم شد به صحنه درگیری جنگ سرد کشیده شد. حضور آمریکا و بریتانیا در کودتای ۲۸ مرداد (۱۹۵۳) دیگر بخش بزرگ از تاریخ جنگ سرد بود که در ایران رقم خورد. بعد از کودتای ۱۹۵۳، ایران کاملاً به بلوک غرب پیوست و در ۱۹۵۵ به عضویت پیمان بغداد (که بعدها سازمان پیمان مرکزی نامیده شد) درآمد. ایران تا ۱۹۷۹ یعنی انقلاب ۱۳۵۷ یکی از متحدین اصلی آمریکا و بلوک غرب بود. آمریکا و ایران در پروژه ژن تیره به جاسوسی از شوروی می‌پرداختند و ایران در شورش ظفار در عمان حاضر شد و شورش چریک‌های چپ‌گرا را سرکوب کرد. در پی انقلاب ۱۳۵۷ و گروگان‌گیری در سفارت ایالات متحده آمریکا، ایران تبدیل به یک کشور بی‌طرف در جنگ سرد شد و حتی در همان ۱۹۷۹ به عضویت جنبش عدم تعهد درآمد. ایران در دهه ۱۹۸۰ تبدیل به تنها کشوری شد که بازی‌های المپیک تابستانی ۱۹۸۰ در مسکو و بازی‌های المپیک تابستانی ۱۹۸۴ در لس آنجلس را تحریم کرد. با آغاز جنگ ایران و عراق نوع روابط ایران با آمریکا در پشتیبانی از ایران و یا عراق تأثیرگذار بود و آمریکا تلاش در کنترل جنگ به نحوی که هیچ یک از دو طرف برنده نشود داشت. با سال‌های پایانی دهه ۱۹۸۰ و تضعیف شوروی و بلوک شرق و انقلاب‌های ۱۹۸۹ و سپس فروپاشی شوروی و پیمان ورشو در ۱۹۹۱ جنگ سرد به پایان رسید و سیاست‌های خارجی ایران نیز وارد مرحله نوینی شد.

## پیش‌درآمد: ۱۹۴۵–۱۹۴۱

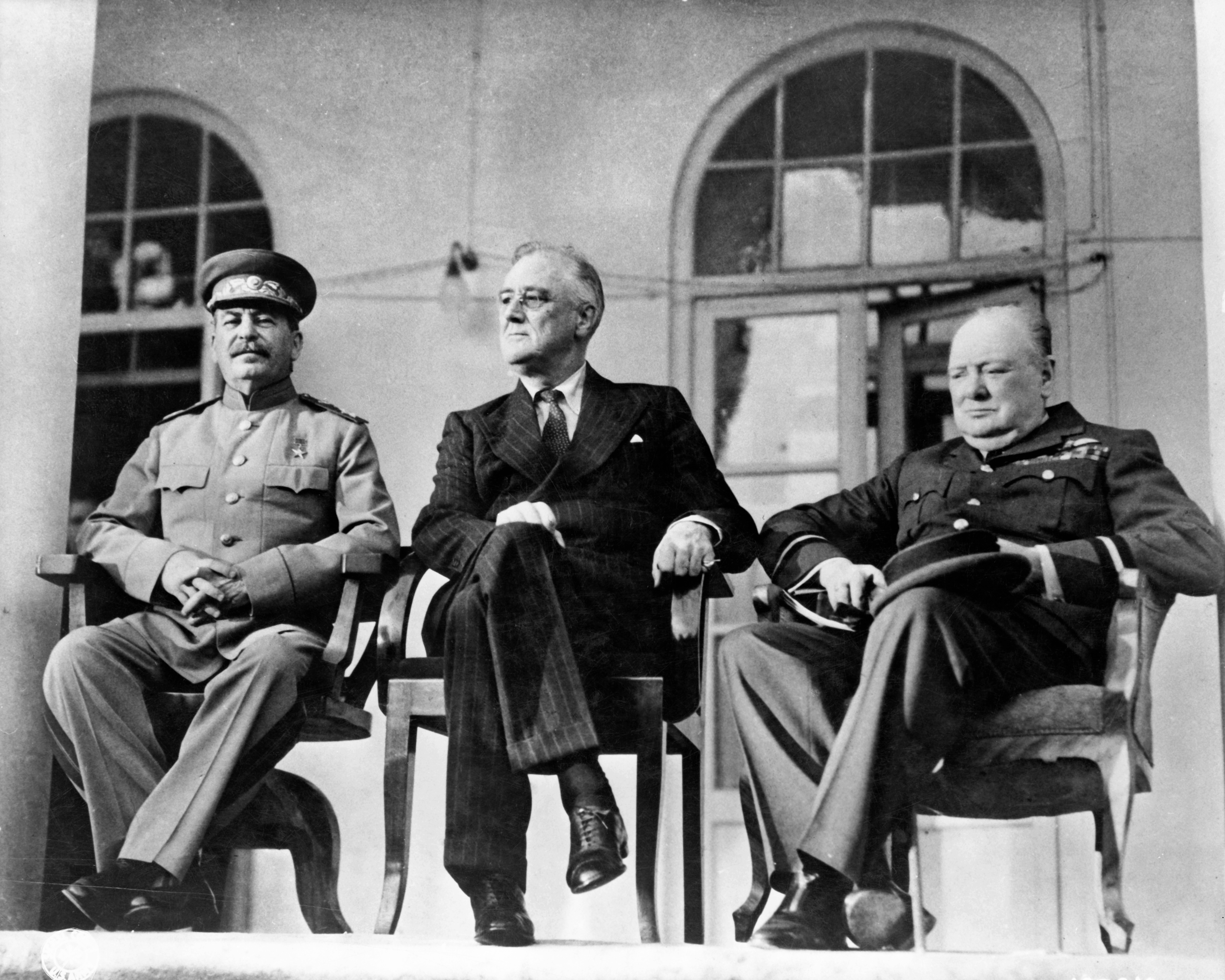
کنفرانس تهران ۱۹۴۳

آمریکا و بریتانیا از پیش از جنگ جهانی دوم درگیری‌های ژئوپلیتیک و ایدئولوژیک زیادی با شوروی داشتند اما وجود یک دشمن مشترک باعث شد تا دست به اتحادی هرچند کوتاه بزنند. شوروی و بریتانیا در سپتامبر ۱۹۴۱ به ایران حمله کردند تا بتوانند راهی برای کمک رسانی به شوروی علیه نیروهای در حال پیشروی آلمان نازی باز کنند.

## حضور شوروی در ایران: ۱۹۴۶

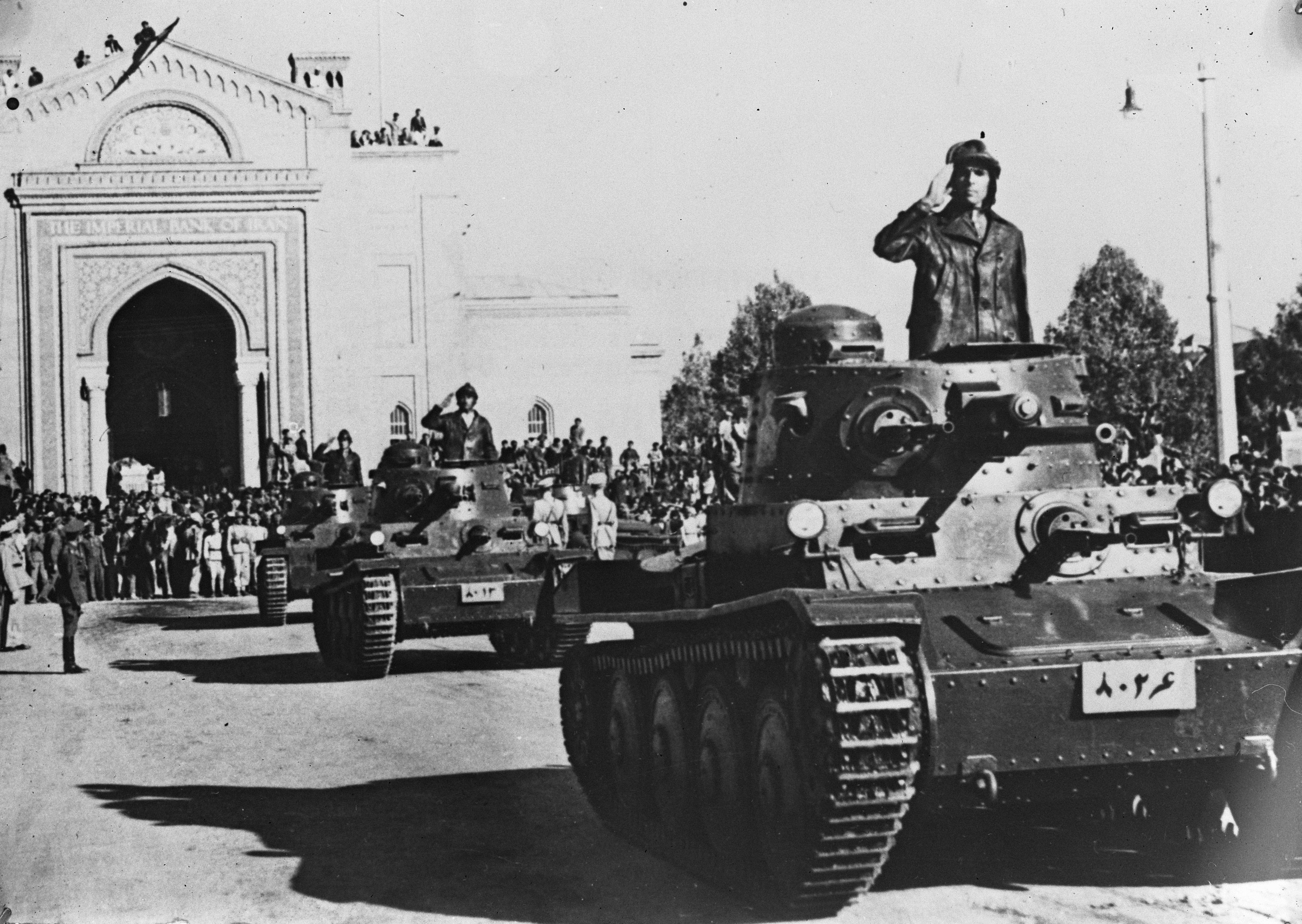
رفع غائله آذربایجان

۳ ماه بعد از پایان جنگ در اروپا و در خاک آلمان کنفرانس پوتسدام برگزار شد تا سرنوشت کشورهای مغلوب جنگ مشخص شود. یکی از تصمیم‌های این کنفرانس خروج نیروهای شوروی و بریتانیا از ایران ۶ ماه بعد از پایان همه درگیری‌ها بود.

## ملی شدن نفت: ۱۹۵۳–۱۹۵۱

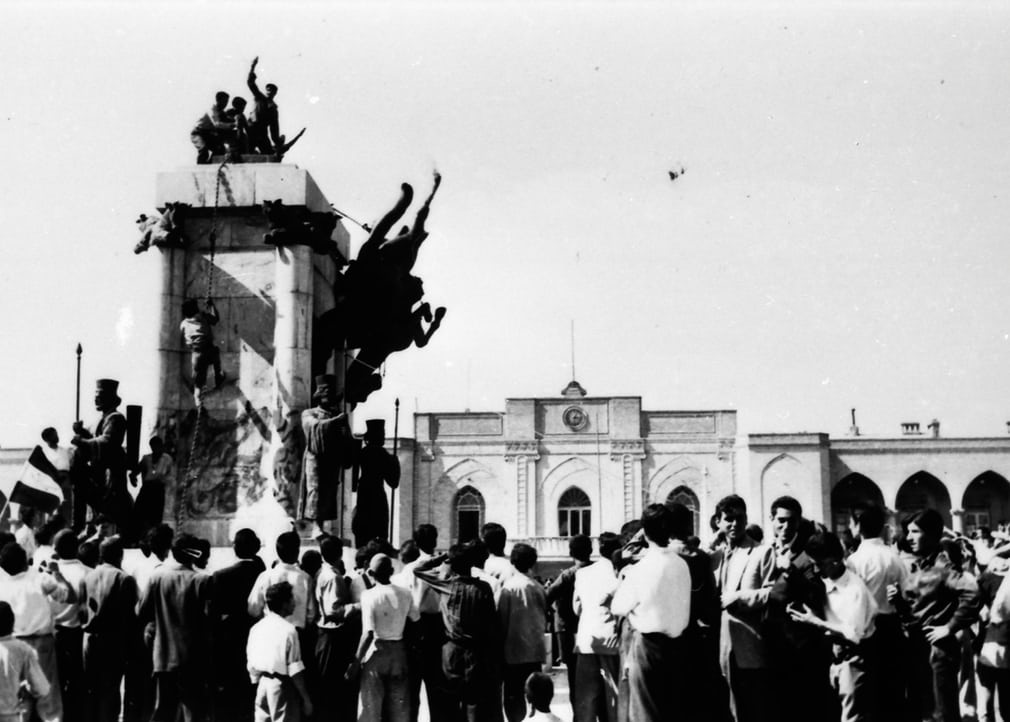
هواداران حزب توده در حال پایین کشیدن مجسمه رضا شاه در ۲۷ مرداد ۱۳۳۲

در ۱۹۵۳ آمریکا با ترس از پیوستن ایران به بلوک شرق کودتای ۱۹۵۳ در ایران را و علیه دولت محمد مصدق سازمان‌دهی کرد. ایران در این زمان نفت را ملی اعلام کرده بود.

## حضور در بلوک غرب: ۱۹۷۹–۱۹۵۳
با پیروزی کودتا ایران پیش از پیش به بلوک غرب و به ویژه آمریکا نزدیک شد. در ۱۹۵۵ بریتانیا و تعدادی از کشورهای خاورمیانه از جمله ایران پیمان بغداد را شکل دادند.

## جنبش عدم تعهد: ۱۹۹۱–۱۹۷۹

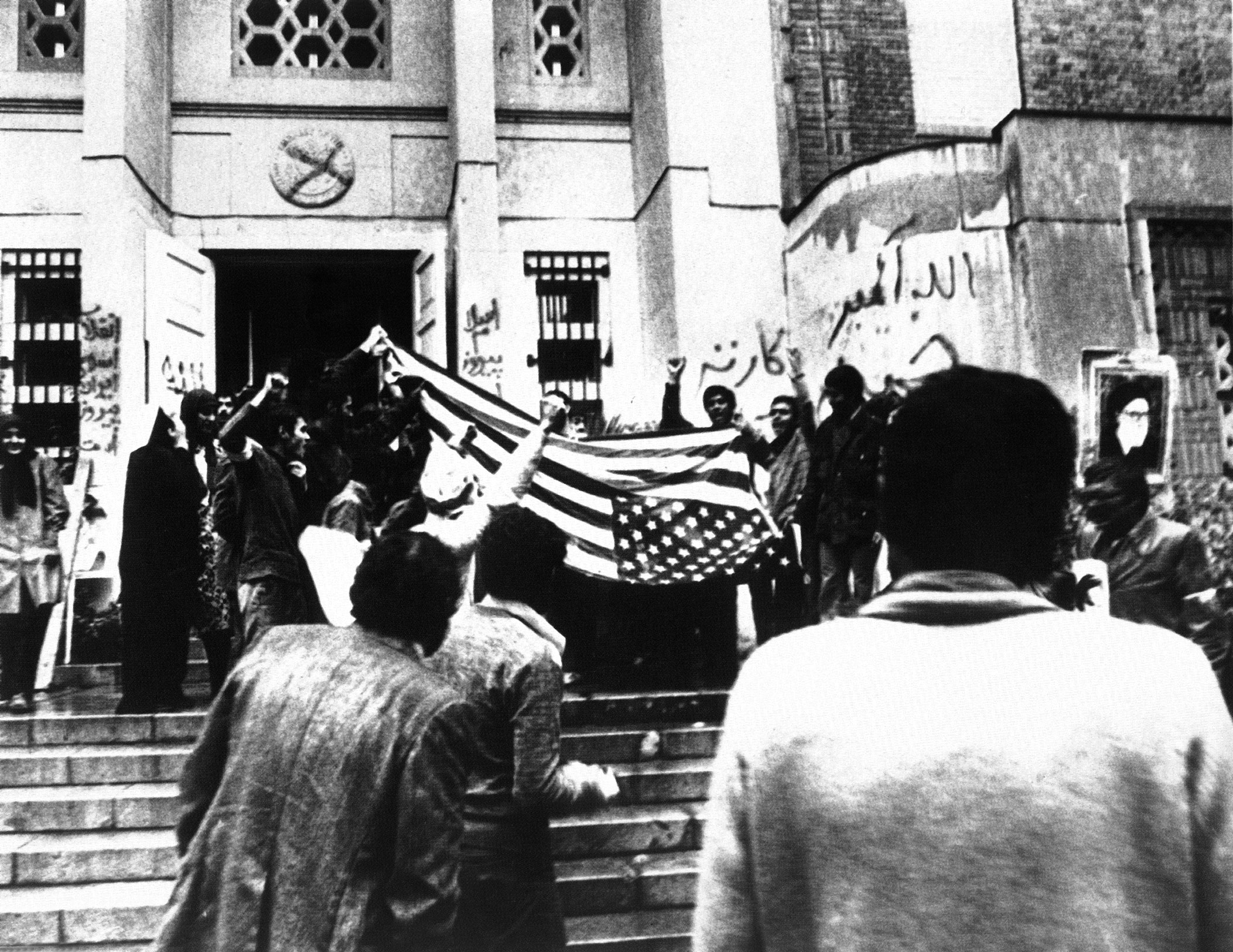
حمله به سفارت آمریکا و قطع رابطه ایران و آمریکا

در پی انقلاب ۱۹۷۹ ایران رابطه‌اش را با بلوک غرب و به ویژه آمریکا بسیار کاهش داد و یا قطع کرد و به تخاصم علیه طرفین پرداخت.  

## یادکردها
1. ↑  "World War II: Anglo-Soviet Invasion of Iran". www.iranreview.org (به انگلیسی). Archived from the original on 13 November 2020. Retrieved 2020-09-02.
2. ↑  "Potsdam Conference". HISTORY (به انگلیسی). Retrieved 2020-09-02.
3. ↑  {{یادکرد وب|عنوان=CIA-assisted coup overthrows government of Iran|نشانی=https://www.history.com/this-day-in-history/cia-assisted-coup-overthrows-government-of-iran%7Cوبگاه=HISTORY%7Cبازبینی=2020-09-02%7Cکد زبان=en}